# Impatiens falcifer
Impatiens falcifer là một loài thực vật có hoa trong họ Bóng nước. Loài này được Hook. f. mô tả khoa học đầu tiên năm 1903.